# Białek wysmukły
Białek wysmukły (Carychium tridentatum) – gatunek lądowego, wilgociolubnego ślimaka płucodysznego z podrodziny Carychiinae w obrębie rodziny Ellobiidae, o eurosyberyjskim zasięgu występowania.

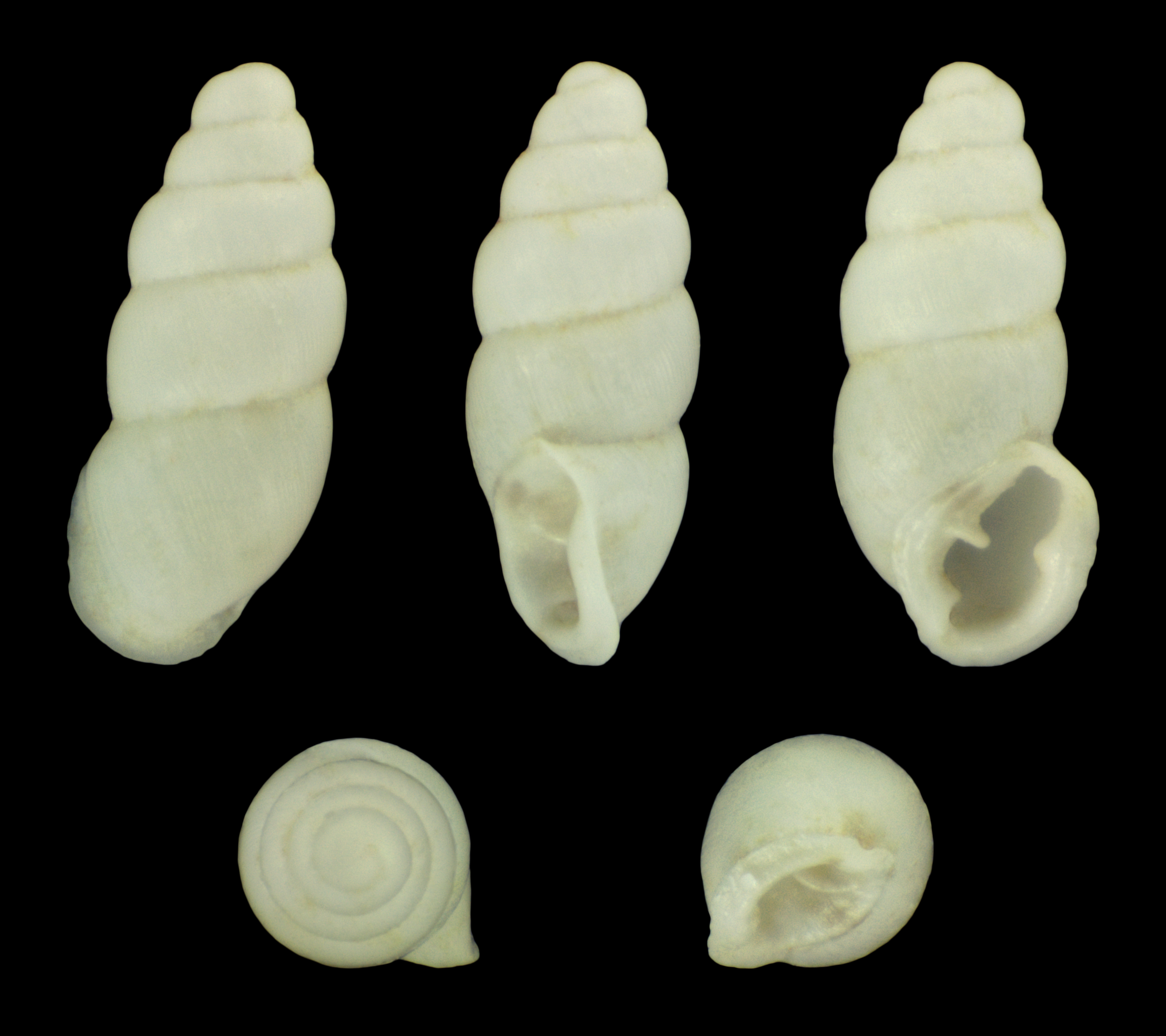
Skamieniałość, plejstocen

W Polsce występuje pospolicie w miejscach stale wilgotnych. Często występuje razem z białkiem malutkim (Carychium minimum), do którego jest podobny pod względem morfologii i biologii. Obydwa gatunki różnią się kształtem muszli, preferencjami siedliskowymi i zasięgiem pionowym: muszla białka wysmukłego jest smuklejsza od muszli białka malutkiego, preferuje on miejsca o mniejszej wilgotności, a na obszarach górskich spotykany jest również na wysokościach, do których białek malutki nie dociera.